# Aeolesthes aurifaber
Aeolesthes aurifaber (лат.) — вид жуков-усачей из подсемейства собственно усачей. Распространён в Лаосе, Малайзии и Таиланде.

## Описание
Длина тела взрослых насекомых 6,1—7 мм. Тело тёмное или чёрное, в серебристых волосках. Переднеспинка округлая с морщинистой поверхностью. Вершины бёдер средних и задних ног зубчатые.